# أوشاكان (آراغاتسوتن)
مدينة أوشاكان (بالإنجليزية: Oshakan)‏ هي إحدى المدن التابعة لمقاطعة آراغاتسوتن في أرمينيا. يقدر عدد سكانها بـ 6015 نسمة حسب الإحصاء الذي جرى عام 2011.

## توأمة
لأوشاكان (آراغاتسوتن) اتفاقيات توأمة مع:
- ألفورفيل